# Jhabua (stato)
Lo Stato di Jhabua fu uno stato principesco del subcontinente indiano, avente per capitale la città di Jhabua.

## Storia
Rao Bhirji, figlio quintogenito di Rao Jodha di Marwar, era l'antenato più antico della famiglia regnante di Jhabua. Lo stato di Jhabua venne fondato da un suo discendente, Kunwar Kesho Das o Kishan Das, nel 1584. A questi venne garantito il titolo di Raja dall'imperatore moghul Jahangir di Delhi come ricompensa per una vittoriosa campagna militare nel Bengala e per aver scacciato i capi bhil di Jhabua, i quali avevano assassinato il viceré imperiale di Gujarat. I governanti dello stato di Jhabua erano Rajputs della dinastia Rathore.
Nel corso del governo britannico lo stato fu sottoposto all'autorità dell'Agenzia di Bhopawar dell'Agenzia dell'India Centrale e nel 1927 divenne parte dell'Agenzia di Malwa.
Dopo l'indipendenza indiana nel 1947, l'ultimo regnante di Jhabua siglò l'ingresso nell'Unione Indiana il 15 giugno 1948, e Jhabua divenne parte del nuovo stato di Madhya Bharat, il quale nel 1956 venne unito a formare il Madhya Pradesh.

## Governanti
I governanti dello stato di Jaora avevano il titolo di raja

### Raja
- 1584 - 1607                Kesho Das
- 1607 - 1610                Karan Singh
- 1610 - 1677                Man Singh
- 1677 - 1723                Kushal Singh
- 1723 - 1727                Anup Singh
- 1727 - 1758                Sheo Singh                         (m. 1758)
- 1758 - 1770                Bahadur Singh
- 1770 - 1821                Bhim Singh                         (m. 1829)
- 1821 - 1832                Pratap Singh                       (m. 1832)
- 1832 - 1840                Ratan Singh                        (m. 1840)
- novembre 1841 - 1895            Gopal Singh                        (n. 1841 - m. 1895)
- 26 aprile 1895 - 1942         Udai Singh                         (n. 1875 - m. dopo il 1945)
- 1942 - 15 agosto 1947         Dhalip Singh                       (n. 1905 - m. 1965)